# Керол Шо
Керол Шо (рођена 1955. године) једна је од првих жена дизајнера и програмера у индустрији видео-игрица. Најпознатија је по осмишљавању пуцача са вертикалним померањем River Raid (1982) за компанију Аctivision, а који је намењен за играчку конзолу Atari 2600. У периоду од 1978. до 1980. године дизајнирала је више игрица за предузеће Аtari, Inc, укључујући 3-D Tic-Tac-Toe (1978) и Video Checkers (1980), које су биле намењене за играчку конзолу Atari VCS, која је касније преименована у Atari 2600. Напустила је развој видео-игрица 1984, а пензионисала се 1990. године.

## Детињство и образовање
Шо је рођена 1955. године. Одрасла је у граду Пало Алто у Калифорнији. Oтац јој је био машински инжењер и радио је у центру Stanford Linear Accelerator Center, при универзитету Stanford. У интервјуу из 2011. рекла је да није волела да се игра луткама као дете, него је учила о моделирању железнице играјући се сетом свог брата. Овим хобијем наставила је да се бави све док није кренула на факултет. Први пут је радила на рачунару када је била у средњој школи, и тада је открила да може да игра игрице са текстуалним интерфејсом. Дипломирала је 1977. године на Универзитету Калифорније у Берклију и стекла звање инжењера електротехнике и рачунарства. Наставила је студије и стекла диплому мастер студија из области рачунарских наука.

## Каријера

### Atari, Inc.
Убрзо након мастер студија, 1978. године запослила се у предузећу Аtari, Inc. Радила је на развоју игрица за играчку конзолу Atari VCS (касније преименовану у Atari 2600), a званични назив њеног радног места био је софтверски инжењер за микропроцесоре. Први пројекат јој је био Polo, промотивна веза за колоњску воду Ралф Лорен. Игрица је стигла до прототипске фазе, али је Atari одлучио да је не објави.
Прву игрицу за конзолу Atari 2600 објавила је 1978. под називом 3-D Tic-Tac-Toe. Дизајнирала је игрицу Video Checkers 1980. године и сарађивала са Ником Тарнером на прикључку за аркадну игру Super Breakout, док је са Едом Логом сарађивала 1981. године на игрици Othello. Колега Мајк Албо ју је касније уврстио на листу Атаријевих „мање познатих суперзвезда“:
„Поменуо бих и Керол Шо, која је једноставно најбољи програмер за микропроцесор 6502 и вероватно један од најбољих програмера уопште... Конкретно, она је израдила језгра за конзолу Atari 2600, што је захтеван део који спаја слику са екраном, за бројне игрице које није у потпуности завршила. Она је била најбоља особа за такве ствари.”
Шо је радила на неколико пројеката за Atari 8-битну серију кућних компјутера. Са Китом Брустером, написала је приручник Atari BASIC Reeference Manual.
Развила је апликацију Calculator коју је 1979. године издала компанија Atari на дискети.

### Activision
Шо је напустила компанију Atari 1980. године како би радила за компанију Tandem Computers као програмер асемблерских језика, а након тога се прикључила компанији Activision 1982. године. Њена прва игрица била је River Raid (1982) за конзолу Atari 2600, која је била инспирисана аркадном игром Scramble из 1981.
Игрица је у то време донела велики успех компанији Activision, што је њој донело много новца.
Шо је такође програмирала игрицу Happy Trails за компанију Intellivision и прилагодила River Raid Atari 8-битној серији кућних компјутера и конзоли Atari 5200. Напустила је компанију Activision 1984. године.

### Након напуштања индустрије видео-игрица
Шо се 1984. године вратила бившем послодавцу, компанији Tandem. Отишла је у превремену пензију 1990. године, а потом је мало волонтирала радећи на једној позицији на институту Foresight Institute. Истакла је да је значајан фактор који јој је омогућио да се превремено пензионише био успех игрице River Raid.
Шо је освојила награду за икону индустрије на Game Awards церемонији 2017. године. Исте године донирала је меморабилије, укључујући игрице, кутије, изворне кодове и дизајне Националном музеју игрица.

## Приватни живот
Шо живи у Калифорнији и од 1983. удата је за Ралфа Меркла, који је истраживач на пољу криптографије и нанотехнологије.

## Радови
Atari 2600
- 3D Tic-Tac-Toe (Atari, 1978)[11]
- Othello (Atari, 1978) са Едом Логом[12]
- Video Checkers (Atari, 1980)[13]
- Super Breakout (Atari, 1981) са Ником Турнером
- River Raid (Activision, 1982)[14]

Intellivision
- Happy Trails (Activision, 1983)

Atari 8-битна серија
- Calculator (Atari, 1979)[7]
- River Raid (Activision, 1983) прелаз са Atari 2600 на Atari 8-битну серију и Atari 5200

Необјављено
- · Polo, Atari 2600 (Atari, 1978)[3]